# テレジャン・カデ
テレジャン・カデ（Thérésien Cadet、1937年6月21日  - 1987年2月2日）はフランスのインド洋の海外県、レユニオンの植物学者である。レユニオン大学の植物学の教授を務め、マスカリン諸島の植物の研究を行った。
レユニオンのOarsに中流農家の家に生まれた。優れた成績を教師たちに認められ、1956年に初めて、レユニオンを出て、パリで植物学を学び1961年に自然科学の学位を得た。レユニオンに戻り、師範学校で教え、自然科学の研究室を作った。インド洋の島々やアフリカのケニアに渡り、比較生物学の調査を行った。植物標本を集め、環境の差異を研究し、レユニオン大学の標本館に多くの植物をもたらした。
1963年にレユニオン自然史博物館の学芸員となり、新しいレユニオンの教育機関に加わり、植物生物学の研究室を作った。イギリスの王立植物園（キューガーデン）やパリ自然史博物館と交流し、パリ自然史博物館やフランス海外領土科学技術研究局（Office de la recherche scientifique et technique outre-mer:ORSTOM）やモーリシャス農学研究所などの支援を受けてて、マスカリン諸島の植物相についてやレユニオンの植物相についての著作を行った。
生物環境に関する著作も行い、環境保全にも貢献した。

## 著書
- La végétation de l'île de la Réunion, étude phytoécologique et phytosociologique, 1977, Doctorat ès Sciences. Aix-Marseille III, Aix-en-Provence, rééditée par imprimerie Cazal, Saint-Denis-de-la-Réunion, 1980.
- À la découverte de La Réunion, tome 4, la flore (I), 1980 et tome 5, la flore (II), 1981,
- Fleurs et plantes de La Réunion et de l'île Maurice, 1981 et 1987, éditions du Pacifique,
- Plantes rares ou remarquables des Mascareignes, Agence de coopération culturelle et technique, Paris, 1984